# Чумляк (река, впадает в Селезян)
Чумляк — река в России, протекает по Челябинской области. Длина реки составляет 53 км, площадь водосборного бассейна 762 км².
Начинается на северной окраине деревни Шумаки. В верховьях течёт на восток по лесостепи, затем пересекает город Коркино с юга на север, после чего поворачивает на восток. Далее течёт по заболоченной местности, где русло реки местами теряется, через озёра Доловое и Шатрово. Впадает в озеро Селезян на высоте 183,6 метра над уровнем моря к югу от одноименного населённого пункта.
По иным данным, русло реки может быть продолжено и восточнее Селезяна, через озеро Аткуль, деревню Покровка до озера Идгильды, далее через озеро Большое Тукмакты, Мартыновку, затем от Субботино на север как река Чумляк.
Основной приток — речка Каменка (лв, впадает на территории Коркино).

## Данные водного реестра
По данным государственного водного реестра России относится к Иртышскому бассейновому округу, водохозяйственный участок реки — Миасс от города Челябинск и до устья, речной подбассейн реки — Тобол. Речной бассейн реки — Иртыш.
Код водного объекта — 14010501012111200003690.

## Населённые пункты
- Шумаки[2]
- город Коркино[2]
- Роза[2]
- Калачёво[5]
- Кораблёво[5]
- Шатрово[5]